# Glyceride

Glycerol

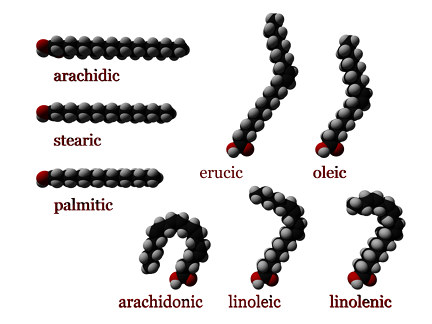
vetzuur

Glyceroltriacetaat (Tracetine), het eenvoudigste vet

Een glyceride is een verbinding waarin glycerol (propaan-1,2,3-triol) een centrale plaats inneemt. De drie hydroxy-groepen kunnen veresterd worden met zowel organische als anorganische zuren. Afhankelijk van het aantal veresterde hydroxy-groepen spreekt men van een monoglyceride (één hydroxy-groep veresterd), van een diglyceride (twee hydroxy-groepen veresterd) of een triglyceride (alle hydroxy-groepen veresterd). Door het grote aantal verschillende zuren dat voor de verestering gebruikt kan worden is het aantal verschillende mogelijke glyceriden ontzettend groot.

## Biologie
- In de biologie nemen de glyceriden een belangrijke plaats in. Als een van de hydroxy-groepen met fosforzuur veresterd is, en de andere twee met vetzuren, dan wordt van een fosfolipide gesproken, de bouwsteen van biologische membranen.
- Plantaardige en dierlijke oliën en vetten bestaan bijna uitsluitend uit triglyceriden waarvan alle drie de hydroxy-groepen met lange vetzuren veresterd zijn.

## E-nummers
- Plantaardige en dierlijke olie en vetten bestaan grotendeels uit triglyceriden.
- In de ingrediëntenlijst van levensmiddelen worden mono- en diglyceriden, die als emulgator worden gebruikt, aangegeven met E471, E472 en E474.

## Cosmetica
- Triglyceriden in de vorm van plantaardige en dierlijke oliën en vetten, maar soms ook in synthetische vorm, bijvoorbeeld capryltriglyceriden worden veel gebruikt in crèmes, massageolie en andere vette cosmetica.
- Mono- en diglyceriden worden veel als emulgator gebruikt in crèmes, bijvoorbeeld glycerylstearaat.